# Desarrollo de alas en aves
Las alas de las aves son apéndices modificados, en los cuales se llevan a cabo cambios morfológicos con respecto a los apéndices anteriores de los tetrápodos. Estos cambios son causados por una cascada de señalización en donde intervienen moléculas de señalización de diferentes grupos tales como FGF, T-box y Hox. La razón evolutiva de la aparición de las alas sigue siendo muy controversial ya que hay evidencia que apoya a la teoría cursorial y evidencia que apoya la teoría arbórea. Sin embargo se ha probado mediante estudios moleculares y morfológicos que las modificaciones de los apéndices anteriores de las aves son homólogos a los de los dinosaurios terópodos. Las alas de los pollos son un modelo de estudio de evo-devo, ya que ilustran las modificaciones de los apéndices básicos de los tetrápodos y los estudios en mutantes.

## Formación de los apéndices anteriores
Estudios moleculares de las etapas tempranas del desarrollo de apéndices han mostrado que la señal para que estos emerjan proviene de las células de la placa lateral del mesodermo. La señal corresponde a un factor paracrino llamado Fgf10, el cual inicia las interacciones entre el ectodermo y el mesodermo.
Luego de que se establece el eje anteroposterior gracias a la señalización de otro factor llamado Fgf8, se elimina este factor de las áreas potenciales para formar apéndices. La eliminación del Fgf8 se lleva a cabo por medio de la secreción de ácido retinoico por medio de los somitas. Fgf10 es producido a lo largo de la placa lateral del mesodermo . La proteína Wnt2b restringe la expresión de este factor en la región de las alas delanteras.
El factor Tbx5 ayuda a formar el apéndice anterior de las aves, para que se diferencien las alas de las patas, hay una restricción en la región anterior para producir únicamente Tbx5, mientras que en la posterior solo Tbx4. Sin embargo la formación de las alas no se debe solo a la expresión de estos factores sino a una cascada donde las proteínas Hox activan los genes Tbx y las proteínas Tbx activan el Fgf10.

## Formación del eje próximo-distal
Las células del mesénquima entran a la zona de los primordios de los apéndices, en donde se secreta la proteína Fgf10 y esta induce el ectodermo encima de las estas células a formar la cresta apical ectodermal. La cresta se extiende a lo largo del margen distal del primordio y es el centro de señalización para el desarrollo del apéndice y además mantiene las células mesenquimales que se encuentran debajo en estado de proliferación mitótica y les impide convertirse en cartílago.
La Fgf10 induce a otra proteína, la Wnt3a, la cual actúa por medio de la vía canónica de la β-catenina para inducir a la proteína Fgf8, que a su vez mantiene la secreción de Fgf10. De esta forma se crea un laso de retroalimentación positiva, el cual es fundamental para la formación del eje próximo distal.

## Desplazamiento del marco de identidad digital
El patrón espacio-temporal en amniotas pendáctilos es altamente conservado, lo cual ha permitido estudiar y comparar el desarrollo embriológico de los apéndices anteriores de las aves. En la transición de dinosaurios a aves se ha demostrado fósiles tales como Archaeopteryx, la reducción y posterior pérdida de los dígitos 4 y 5 y por el contrario la conservación de los dígitos 1, 2 y 3. Cuando se perdió el dígito 4, el marco homeótico de los dígitos de los apéndices anteriores se desplazó a la posición en donde en otros amniotas se desarrollan los dígitos 2, 3 y 4.
La ausencia de HoxD-10, HoxD-11 y HoxD-12 en el dígito anterior del apéndice anterior de las aves se asemeja a la ausencia que ocurre en el dígito 1 de los demás amniotas. El morfógeno Shh se expresa en la región posterior del apéndice y existe un gradiente de concentración en dirección anterior.